# 倫敦方程

當超導體的溫度降至其超導臨界溫度以下時，超導體內的磁場會經由邁斯納效應被排斥出去。倫敦方程為這樣的效應提供了量化的解釋。

倫敦方程把超導體的電流與其裏面及周圍的電磁場聯繫起來，這兩條方程是由弗里茨與海因茨·倫敦兩兄弟於1935年提出的。它們可被視為超導現象最簡單的有效描述，所以幾乎所有介紹超導的現代教科書，都會把倫敦方程視為入門必修課。這套方程組最大的成就，就在於它們成功地解釋了邁斯納效應；該效應指的是，當超導體溫度低於超導的門檻後，它會愈來愈快地排斥掉其內部所有的磁場。

## 數學表述
以可量度的場表示時，倫敦方程共有兩條：
{\displaystyle {\frac {\partial \mathbf {j} _{s}}{\partial t}}={\frac {n_{s}e^{2}}{m}}\mathbf {E} ,\qquad \mathbf {\nabla } \times \mathbf {j} _{s}=-{\frac {n_{s}e^{2}}{mc}}\mathbf {B} \,}。
其中{\displaystyle {\mathbf {j} }_{s}}為超導電流，E和B分別為超導體內部的電場與磁場，{\displaystyle e\,}為基本電荷，{\displaystyle m\,}為電子質量，而{\displaystyle n_{s}\,}為一現象常數，大致上與超導電子的數密度有關。本條目全篇都使用高斯cgs單位制。
另一方面，可以利用較抽象的概念——磁向量勢A，來把上面兩條式子寫成較簡便的形式，也就獨立一條的“倫敦方程”：
{\displaystyle \mathbf {j} _{s}=-{\frac {n_{s}e^{2}}{mc}}\mathbf {A} \,}。
上述這條方程只有一個缺點，就是它一般不具有規範不變性，但只有在符合倫敦規範時，即向量場A的散度為零，才具有規範不變性
。

## 倫敦穿透深度
若使用安培定律來處理第二條倫敦方程的話：
{\displaystyle \nabla \times \mathbf {B} ={\frac {4\pi \mathbf {j} }{c}}}，
這樣最後會得出一條微分方程
{\displaystyle \nabla ^{2}\mathbf {B} ={\frac {1}{\lambda ^{2}}}\mathbf {B} ,\qquad \lambda \equiv {\sqrt {\frac {mc^{2}}{4\pi n_{s}e^{2}}}}\,}。
因此從量綱可見，倫敦方程內含一特有的長度大小，{\displaystyle \lambda }，而在這個長度中，外來的磁場會被愈來愈快地被排斥。這個數值被稱為倫敦穿透深度。
舉例說，一超導體與自由空間之間的邊界是平的，而超導體外面的磁場大小是固定的，且方向跟z軸一致，與邊界平面平行。若x從邊界指向超導體內部，則內部的磁場解為
{\displaystyle B_{z}(x)=B_{0}e^{-x/\lambda }\,}，
從上式可以較容易地理解到倫敦穿透深度的物理意義。

## 倫敦方程的基本原理

### 最初的論述
需要注意的是，上述各方程並不能用文字推導出來
，儘管如此，倫敦兄弟在表述這套理論時，還是有跟着一套憑直覺所得的邏輯。歐姆定律指出，電流與電場成正比；即使各種物質的構造不同，但是大致遵守歐姆定律的物質種類還是出奇地多。然而，超導體是不可能有這樣的線性關係，因為超導時電流都沒有電阻，而這點就是超導的定義。為了這一點，倫敦兄弟把超導電子想像成，受均勻外在電場影響的真空電子。根據洛倫茲力方程式：
{\displaystyle \mathbf {F} =e\mathbf {E} +{\frac {e}{c}}\mathbf {v} \times \mathbf {B} }
這些電子應感受到一股均勻的力，並因此均勻地加速。第一條倫敦方程所描述的正是如此。
要得出第二條方程，先取第一條倫敦方程的旋度，然後使用法拉第定律：
{\displaystyle \nabla \times \mathbf {E} =-{\frac {1}{c}}{\frac {\partial \mathbf {B} }{\partial t}}}，
最後可得
{\displaystyle {\frac {\partial }{\partial t}}\left(\nabla \times \mathbf {j} _{s}+{\frac {n_{s}e^{2}}{mc}}\mathbf {B} \right)=0\,}。
就現時所得的方程而言，方程同時允許不變解及指數衰變解。倫敦兄弟從邁斯納效應中察覺到，非零的不變解是不具有物理意義的，因此他們假定不單是上式的時間導數為零，還有括號內的式子也必須是零。由此得出第二條倫敦方程。

### 正則動量論述
要解釋倫敦方程，還有其他方法。電流密度的表示式如下：
{\displaystyle \mathbf {j} _{s}=n_{s}e\mathbf {v} }。
要把上式由古典描述轉為量子力學的描述，就必須把j及v的數值，改為對應算符的期望值。速度算符的表示式如下
{\displaystyle \mathbf {v} ={\frac {1}{m}}\left(\mathbf {p} -{\frac {e}{c}}\mathbf {A} \right)}。
把具有規範不變性的動態動量算符，除以粒子質量m，就能得到速度算符。然後可以將速度算符代入電流密度的表示式。然而，超導的微觀理論中有一個重要的假設，就是一系統的超導態是這個系統的基態，而根據布洛赫的一條定理，這樣一個態的正則動量p為零。因此得
{\displaystyle \mathbf {j} _{s}=-{\frac {n_{s}e_{s}^{2}}{mc}}\mathbf {A} }，
也就是上面用向量場A所表示的倫敦方程。